# Prima
Pour les articles homonymes, voir Prima (homonymie).
Prima est un magazine féminin français appartenant au groupe Prisma Media. Fondé en novembre 1982 par Axel Ganz, sa maquette dense et ses informations concrètes en font rapidement le premier magazine mensuel féminin, passant d'une diffusion initiale de 500 000 à 1,4 million d'exemplaires en 1984, année du lancement de Femme actuelle.
En France métropolitaine, son prix de vente en kiosque est de 2,90 € (2021).

## Contenu
Le magazine comporte différentes rubriques sur la décoration, la mode, les loisirs, le jardinage, les spectacles, des lieux touristiques, des conseils de coiffure et de maquillage, des idées cadeaux pour les enfants, des conseils pour être en bonne santé, des recettes de cuisine, des situations vécues avec l'avis d'un psychiatre, un patron d'un tricot, un bon de commande pour un patron de couture gratuit et un horoscope.[réf. souhaitée]